# Bur Tetakur
Bur Tetakur är ett berg i Indonesien.   Det ligger i provinsen Aceh, i den västra delen av landet, 1 600 km nordväst om huvudstaden Jakarta. Toppen på Bur Tetakur är 2 020 meter över havet.
Terrängen runt Bur Tetakur är huvudsakligen kuperad, men österut är den bergig. Bur Tetakur ligger uppe på en höjd som går i öst-västlig riktning.Runt Bur Tetakur är det mycket glesbefolkat, med 2 invånare per kvadratkilometer. I omgivningarna runt Bur Tetakur växer i huvudsak städsegrön lövskog.